# Otto Folberth

Otto Folberth

Otto Folberth (n. 10 iulie 1896, Mediaș - 5 noiembrie 1991, Salzburg, Austria) a fost un scriitor și editor de limbă germană, sas originar din Transilvania, România.
A finalizat studiile secundare la Mediaș, și a urmat studii superioare la București, Berlin, Heidelberg, Paris și Cluj. După finalizarea studiilor devine doctor în filosofie (1922) iar în perioada interbelică a fost întâi profesor și apoi rector la gimnaziul real din Mediaș. A început să țină un jurnal la vârsta de 14 ani, ultima însemnare datând din 1990.
Otto Folberth a participat activ atât la Primul Război Mondial cât și la al Doilea Război Mondial. 

## Activitatea
A studiat ungaristica, germanistica, romanistica, istoria artelor, pedagogia și teologia la Budapesta, Berlin, Heidelberg, Tübingen, Cluj și Paris. Principala sa preocupare a fost pentru susținerea înțelegerii și a prieteniei între diferitele naționalități din Transilvania. Îndrumat de Nicolae Iorga, Folberth își dedică o mare parte a activității sale studiind viața și opera lui Stephan Ludwig Roth.
În 1947 a emigrat în Austria, la Salzburg, unde a lucrat ca om de știință privat la Institutul de cercetări pentru economie și politică (Forschungsinstitut für Wirtschaft und Politik).

## Scrieri
- Meister Eckart und Laotse, Mainz, 1925.
- Stephan Ludwig Roth și raporturile lui cu Românii, București, 1939.
- Der Meister des Mediascher Altars und seine Zeit, Wien, Munchen, 1973.
- Die Auswirkungen des „Ausgleichs” von 1867 auf Siebenbürgen, în „Südostdeutsches Archiv”, XI, 1966.
- Considerații asupra procesului lui St. L. Roth, în „Studia Universitatis Babeș-Bolyai. Historia”, 1969, 2.
- Sterne im Tag (Stele în zi), Sighișoara, 1927.
- Der Prozess Stephan Ludwig Roth,  Graz-Köln, 1959.
- Gotik in Siebenbürgen; Der Meister des Mediascher Altars und seine Zeit, München, 1973.
- Unter Fünf Kaisern. Tagebuch von 1786-1856 zur siebenbürg.-österr. Geschichte. Michael Conrad von Heydendorff, cu o prefață de Otto Folberth și Udo Wolfgang Acker,  München, Südostdeutsches Kulturwerk, 1978.